# Thrips fumosus
Thrips fumosus (лат.) — вид трипсов рода Thrips из семейства Thripidae (Thysanoptera).

## Распространение и экология
Африка.

## Описание
Мелкие насекомые (длина около 2 мм) с четырьмя бахромчатыми крыльями. От близких видов отличаются следующими признаками: темно-коричневый вид, с темными передними крыльями, включая клавус; средние и задние голени коричневые, лапки желтые; III сегмент усиков коричневый с крайним основанием желтый. Усики 8-сегментные. Голова относительно длинная, оцеллярные волоски III мелкие на передних краях треугольника; заднеглазничные волоски II и IV мелкие. Пронотум медиально с широко расставленными поперечными линиями; срединные волоски длинные, постероангулярные волоски составляют около 0,7 длины переднеспинки. Метанотум сетчатый, почти равносторонний, но сетки без внутренних отметин; срединные волоски длинные у переднего края; имеются кампановидные сенсиллы. Первая жилка переднего крыла с волосками на дистальной половине в количестве от 7 до 12 (обычно 8 или 9). Тергит II брюшка с четырьмя боковыми краевыми волосками; VIII с полным тонким, но коротким гребнем; стерниты примерно с 10 длинными дискальными волосками, плевротергиты без дискальных волосков.